# Estola truncatella
Estola truncatella är en skalbaggsart som beskrevs av Bates 1866. Estola truncatella ingår i släktet Estola och familjen långhorningar. Inga underarter finns listade i Catalogue of Life.